# 神戸市立本山第一小学校
神戸市立本山第一小学校（こうべしりつ もとやまだいいちしょうがっこう）は、兵庫県神戸市東灘区にある公立小学校。

## 沿革・歴史
- 1875年（明治8年）12月1日 - 田辺小学校として民家を仮用開設
- 1883年（明治16年）4月 - 新盛小学校と改称
- 1886年（明治19年）4月 - 新盛簡易小学校と改称
- 1889年（明治22年）4月 - 菟原郡本山村設置
- 1892年（明治25年）7月 - 本山尋常小学校と改称
- 1896年（明治29年）4月 - 菟原郡廃止。武庫郡本山村となる
- 1897年（明治30年）3月 - 第一次校舎新築落成
- 1903年（明治36年）4月 - 本山尋常高等小学校と改称
- 1932年（昭和7年）7月26日 - 校歌制定
- 1933年（昭和8年）4月1日 - 本山第二尋常小学校新設。天上川以西の児童を分離。武庫郡本山第一尋常高等小学校と改称。
- 1941年（昭和16年）4月 - 国民学校令により本山第一国民学校と改称
- 1943年（昭和18年）7月 - 水練場（プール）新設
- 1947年（昭和22年）4月1日 - 学制改革により武庫郡本山第一小学校と改称
- 1950年（昭和25年）10月 - 神戸市に編入。神戸市立本山第一小学校に改称
- 1955年（昭和30年）4月 - 神戸市立本山第三小学校を新設分離
- 1973年（昭和48年）6月1日 - 住居表示が本山北町になる
- 1977年（昭和52年）4月 - 本山南小学校、福池小学校新設分離
- 1995年（平成7年）
  - 1月17日 - 阪神・淡路大震災により避難所となる
  - 2月20日 - 学校再開
  - 8月31日 - 避難所解消

## 校区
神戸市東灘区。校区と進学先中学校は以下の通り。
- 神戸市立本山中学校
  - 岡本1 - 2丁目・5 - 6丁目・7丁目（1～9番・13番1～18号）、本山北町2 - 3丁目・4丁目（4番1～3号・5番23～25号・9番16～27号・10～11番・12番4～12号・14番38号[2]～49号）・5 - 6丁目、本山町（岡本〈梅林〉・北畑・田辺）
- 神戸市立本山南中学校
  - 田中町1 - 2丁目、本山中町3 - 4丁目

## 校区内の主な施設
- 愛甲学院専門学校
- 東灘警察署 岡本交番
- 日能研 岡本校
- 希学園 岡本教室

## アクセス
- 阪急神戸本線 岡本駅より
- JR神戸線（東海道本線）摂津本山駅より
- 神戸市バス（30・31・33・34・43系統）本山第一小学校前より
- みなと観光バス（12系統・森北町どんぐりバス）本山北町3丁目北より

## 関係者

### 出身者
- 中島らも - 小説家、エッセイスト

## 通学区域が隣接している学校
- 神戸市立本山第二小学校
- 神戸市立福池小学校
- 神戸市立本山南小学校
- 神戸市立本山第三小学校